# Калиопи
Калиопи Букле (Буклеска) (на македонска литературна норма: Калиопи Букле) е певица, композитор и текстописец от Северна Македония с арумънски и македонски произход. Тя е сред най-популярните поп изпълнители в Северна Македония и бивша Югославия. В Северна Македония често е наричана поп дива или кралица на македонската поп музика. Придобива голяма популярност на някогашната югосцена, където достига върха на кариерата си през осемдесетте години. Освен с музиката около собствените си изяви се занимава и с композиране на музика за филми, театър и балет. Представя родината си на Евровизия 2012.

## Биография
Калиопи е родена на 28 декември 1966 година в Охрид. През 1976 г., едва на 9 години, побеждава на детския фестивал „Златно славейче“, с песента „Моята учителка“. От 1978 до 1980 г. е част от хора на Запро Запров „Развигорче“, с който участва в редица турнета в Чехословакия, Словения, Австрия. Четири години учи пеене в класа на Мария Николовска. През 1984 г. се записва в Музикалната академия и продължава обучението си по пеене в класа на Благоя Николовски. Същата година печели трето място за соло изпълнители на югославско певческо състезание, където се представя като най-млад изпълнител на класическа музика.

## Група „Калиопи“
Първите по-запомнящи се професионални изяви младата певица прави с групата „Калиопи“, с която през 1985 г. участва на фестивала „Опатия“ и спечелва наградата на акредитираните журналисти за най-добро изпълнение с песента „Лео“. Дебютния си албум, със заглавие „Калиопи“, групата издава през 1986 г. за РТВ Любляна. Същата година участват и на Сплитския фестивал и за песента „Да море зна“ („Ако знаеше морето“) спечелват награда за най-добри дебютни изпълнители на фестивала, а самата песен е обявена за една от най-слушаните радио песни. Вторият албум „Роѓени“, който излиза година по-късно, е записан в Загреб и постига огромен успех. Сред песните от него се отличава хитът „Бато“, който остава като един от най-големите хитове на бивша Югославия. Други хитове от времето на група „Калиопи“ са: „Кофер љубави“, „Да море зна“, „Остани у мени“, „Лео“, „Небо ми сја“, „Болеро Лора“ и други.